# Южный Вазиристан
Южный Вазиристан (урду جنوبی وزیرستان‎, пушту وزیرستان جنوبي‎, англ. South Waziristan) — бывший округ провинции Хайбер-Пахтунхва Исламской Республики Пакистан со столицей в городе Вана. Площадь 6619 км². Население 429 841 человек (1998). До 31 мая 2018 года был агентством в составе Территории племён федерального управления.
13 апреля 2022 года разделён на округа Нижний Южный Вазиристан и Верхний Южный Вазиристан.

## История
Южный Вазиристан — малонаселённое агентство, где проживают племена. Это оплот движения «Талибан» в Пакистане, боевики которого используют этот район в качестве базы для совершения нападений по всей стране. В 2009 году численность террористов в этом агентстве оценивалась в 10 000.
17 октября 2009 года пакистанская армия начала наступление в регионе с целью восстановить конституционный контроль и выбить талибов со своей территории. В данной военной операции участвовали 28 000 солдат. Пакистанское правительство активно привлекало местные племена для участия в боях с талибами.
12 декабря 2009 года, премьер-министр Юсуф Реза Гилани объявил о победе Пакистана в Южном Вазиристане. Также было сообщено о том, что зачистка территории от боевиков будет продолжаться.
21 января 2010 года пакистанские военные сделали заявление, что потребуется ещё от шести месяцев до одного года, чтобы полностью очистить Южный Вазиристан от террористов.